# لوئیس سالوادورس
لوئیس سالوادورس (اسپانیایی: Luis Salvadores‎; ۲۶ اوت ۱۹۳۲ – ۱ فوریهٔ ۲۰۱۴) بازیکن بسکتبال اهل شیلی بود. وی در بازی‌های المپیک تابستانی ۱۹۵۶ شرکت کرده‌است.